# バナッハ極限
解析学におけるバナッハ極限（英: Banach limit）とは有界な実数列の成すバナッハ空間 {\displaystyle \ell ^{\infty }} で定義された汎関数 {\displaystyle \mathrm {LIM} :\ell ^{\infty }\to \mathbb {R} } で、任意の数列 {\displaystyle x=(x_{n})} と {\displaystyle y=(y_{n})} に対して次の条件を満たすものをいう：
1. {\displaystyle \mathrm {LIM} (\alpha x+\beta y)=\alpha \mathrm {LIM} (x)+\beta \mathrm {LIM} (y)} (linearity)；
2. すべての {\displaystyle x_{n}\geq 0} ならば {\displaystyle \mathrm {LIM} (x)\geq 0}；
3. {\displaystyle \mathrm {LIM} (x)=\mathrm {LIM} (Sx)} で {\displaystyle S} は {\displaystyle (Sx)_{n}=x_{n+1}} で定義されるシフト作用素である；
4. {\displaystyle \liminf _{n\to \infty }x_{n}\leq \mathrm {LIM} (x)\leq \limsup _{n\to \infty }x_{n}}

最後の条件より {\displaystyle \mathrm {LIM} } は線形汎関数 {\displaystyle \lim _{n\to \infty }} の延長であることが分かる。
言い換えれば、バナッハ極限は通常の極限の線形性を保った拡張であって、シフト不変かつ正なものである。しかしながら２つのバナッハ極限が一致しない数列が存在する。バナッハ極限はこの場合には一意に決まらないということができる。
バナッハ極限の存在は通常ハーン＝バナッハの定理（解析学的な方法）または超フィルター（この方法は集合論的な説明でより頻繁に見られる）を用いる。これらの証明は選択公理の使用が必要である（つまり実効的な証明ではない）。

## 超準的な存在証明
無限大超自然数 {\displaystyle \nu } を固定する。{\displaystyle \mathrm {LIM} } を次のように定める：
{\displaystyle \mathrm {LIM} (x)=\mathrm {st} ({\frac {1}{\nu }}\sum _{i=\nu }^{2\nu -1}{}^{\ast }x_{i})}
ただし {\displaystyle \mathrm {st} } は超実数の標準部分、{\displaystyle \sum } は内的な有限和を表す。また {\displaystyle {}^{\ast }x=({}^{\ast }x_{i})} は {\displaystyle x=(x_{i})} の自然延長である。
標準部分が存在することを示す。すなわち {\displaystyle \mathrm {st} (\cdots )} の内部が有限超実数であることを示す。{\displaystyle x} は有界であるから、ある非負実数 {\displaystyle M} に対して {\displaystyle |x_{i}|\leq M} が成り立つ。移行原理より {\displaystyle |{}^{\ast }x_{i}|\leq M} が成り立つ。したがって {\displaystyle |{\frac {1}{\nu }}\sum _{i=\nu }^{2\nu -1}{}^{\ast }x_{i}|\leq {\frac {1}{\nu }}\nu M=M} となるからよい。
{\displaystyle \mathrm {LIM} } がバナッハ極限の条件のうち線形性と正値性を満たすことは移行原理によって明らかである。シフト作用素で不変であるのは
{\displaystyle {\frac {1}{\nu }}\sum _{i=\nu }^{2\nu -1}{}^{\ast }x_{i+1}={\frac {{}^{\ast }x_{2\nu }}{\nu }}+{\frac {1}{\nu }}\sum _{i=\nu }^{2\nu -1}{}^{\ast }x_{i}-{\frac {{}^{\ast }x_{\nu }}{\nu }}}
であり、第一項と第三項は無限に小さいので {\displaystyle \mathrm {st} } で消えることによる。最後の条件を満たすのは、任意の無限大超自然数 {\displaystyle i} に対して
{\displaystyle \liminf x_{n}\leq \mathrm {st} ({}^{\ast }x_{i})\leq \limsup x_{n}}
となることから分かる。

## 概収束
収束しない数列であってバナッハ極限が一意的に決まるものが存在する。例えば {\displaystyle x=(1,0,1,0,\ldots )} ならば {\displaystyle x+S(x)=(1,1,1,\ldots )} は定数列であり {\displaystyle 2\phi (x)=\phi (x)+\phi (Sx)=1} が従う。ゆえに任意のバナッハ極限について、この数列は極限 {\displaystyle {\frac {1}{2}}} を持つ。
数列 {\displaystyle x} がこの性質を持つとき、つまり任意のバナッハ極限 {\displaystyle \phi } に対して値 {\displaystyle \phi (x)} が同じであるとき、概収束するという。

## ba空間
{\displaystyle \langle \ell ^{1},\ell ^{\infty }\rangle } の双対性を考えたとき、{\displaystyle c\subseteq \ell ^{\infty }} に属す収束点列の通常の極限は、 {\displaystyle \ell ^{1}} の元から得られたものとは異なる。すなわち、{\displaystyle \ell ^{\infty }} は {\displaystyle \ell ^{1}} の連続的双対空間と同型であり、{\displaystyle \ell ^{1}} の元は（評価写像を考えることで）{\displaystyle \ell ^{\infty }} 上の連続線形汎関数を誘導する。しかし、収束点列の通常の極限を取る操作は、そのような汎関数（の {\displaystyle c} への制限）としては表せない。したがって、{\displaystyle \ell ^{\infty }} 上のバナッハ極限は {\displaystyle \ell ^{\infty }} の連続的双対空間の元でありながら、{\displaystyle \ell ^{1}} に入らないものの例となる。換言すれば、{\displaystyle \ell ^{\infty }} の連続的双対空間は {\displaystyle \ell ^{1}} と同型にはならず、それよりも大きくなる。{\displaystyle \ell ^{\infty }} の双対はba空間として知られ、自然数の集合の部分集合全体からなるシグマ代数の上の（符号付き）有限加法的測度、同じことであるが、自然数の集合のストーン・チェックのコンパクト化の上の（符号付き）ボレル測度からなる。